# Nelson Weiper
Nelson Felix Patrick Weiper (Mainz, 17 de março de 2005) é um futebolista alemão que atua como centroavante. Atualmente, joga no Mainz 05.

## Carreira
Weiper ingressou na equipe juvenil do Mainz 05 em 2012.
Estreou pela equipe profissional em 1 de outubro de 2022, contra o Freiburg na Bundesliga, tornando-se o jogador mais jovem do Mainz a entrar nesta competição.
Em 24 fevereiro 2023, Weiper marcou seu primeiro gol na Bundesliga aos 89 minutos contra o Borussia Mönchengladbach, se tornando o marcador mais jovem da história do Mainz aos 17 anos e 344 dias.

## Estatísticas
Atualizadas até 27 de junho de 2023.[carece de fontes?]

#### Profissional
| Equipe            | Temporada         | Campeonato nacional | Campeonato nacional | Copa nacional | Copa nacional | Competições continentais | Competições continentais | Total | Total |
| Equipe            | Temporada         | Jogos               | Gols                | Jogos         | Gols          | Jogos                    | Gols                     | Jogos | Gols  |
| ----------------- | ----------------- | ------------------- | ------------------- | ------------- | ------------- | ------------------------ | ------------------------ | ----- | ----- |
| Mainz 05          | 2022–23           | 9                   | 2                   | 0             | 0             | –                        | –                        | 9     | 2     |
| Total na carreira | Total na carreira | 9                   | 2                   | 0             | 0             | 0                        | 0                        | 9     | 2     |

## Títulos

### Prêmios individuais
- Medalha Fritz Walter Sub-17 Ouro: 2022[7]